# Stoptrein

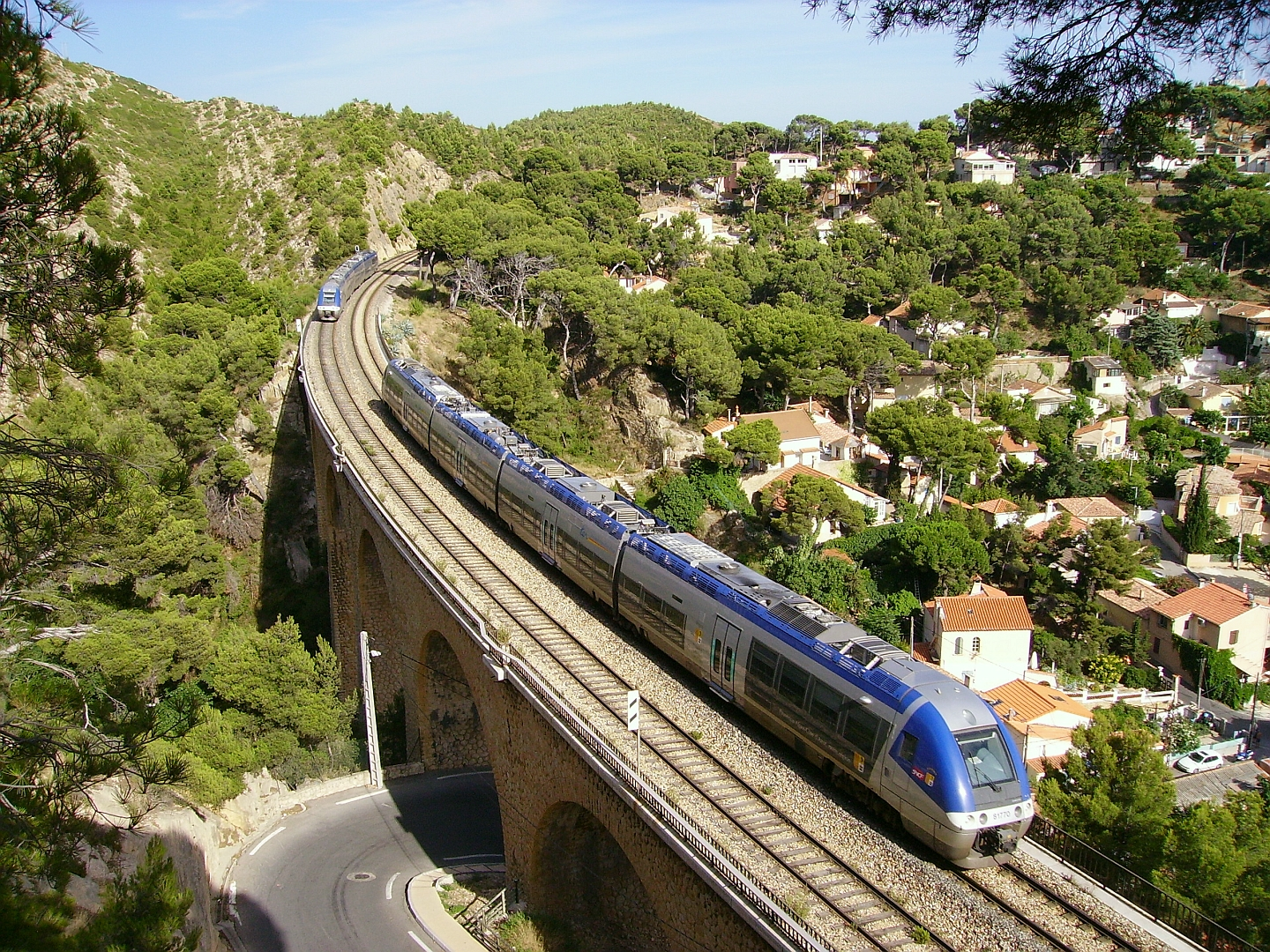
TER-dienst ten westen van Marseille in Zuid-Frankrijk, de lokale soort stoptrein

Een stoptrein, in Nederland ook sprinter, in België ook L-trein (lokale trein), is een treinsoort, meer bepaald een treindienst die op alle (of vrijwel alle) stations stopt. Treinen die stoppen op alle stations van een hogesnelheidslijn, worden niet beschouwd als stoptrein. Er is een verdere onderverdeling mogelijk in treindiensten op voorstadsspoorlijnen, zoals de S-treinen rond Belgische grote steden en de S-Bahn in Duitse steden enerzijds en anderzijds treindiensten op regionale lijnen in landelijke gebieden.
Trams en metro's worden niet als stoptreinen gezien.

## Materieelkenmerken
Voor stoptreindiensten wordt vaak materieel ingezet dat is geoptimaliseerd om vaak te stoppen over beperkte afstanden. Dit heeft in vergelijking tot materieel voor de langere afstand gewoonlijk meer en bredere buitendeuren, met in de nabijheid van deuren meer open ruimte, die bij drukte ook als ruimte voor staplaatsen dient. Het materieel kan snel optrekken en afremmen. Er is voor de reizigers minder comfort dan bij materieel voor lange afstanden: er zijn vaak geen binnendeuren, stoelen zijn eenvoudiger en er zijn geen voorzieningen voor het aanbieden van eten en drinken. Soms is er geen eerste klas en soms geen toilet.

## Nederland

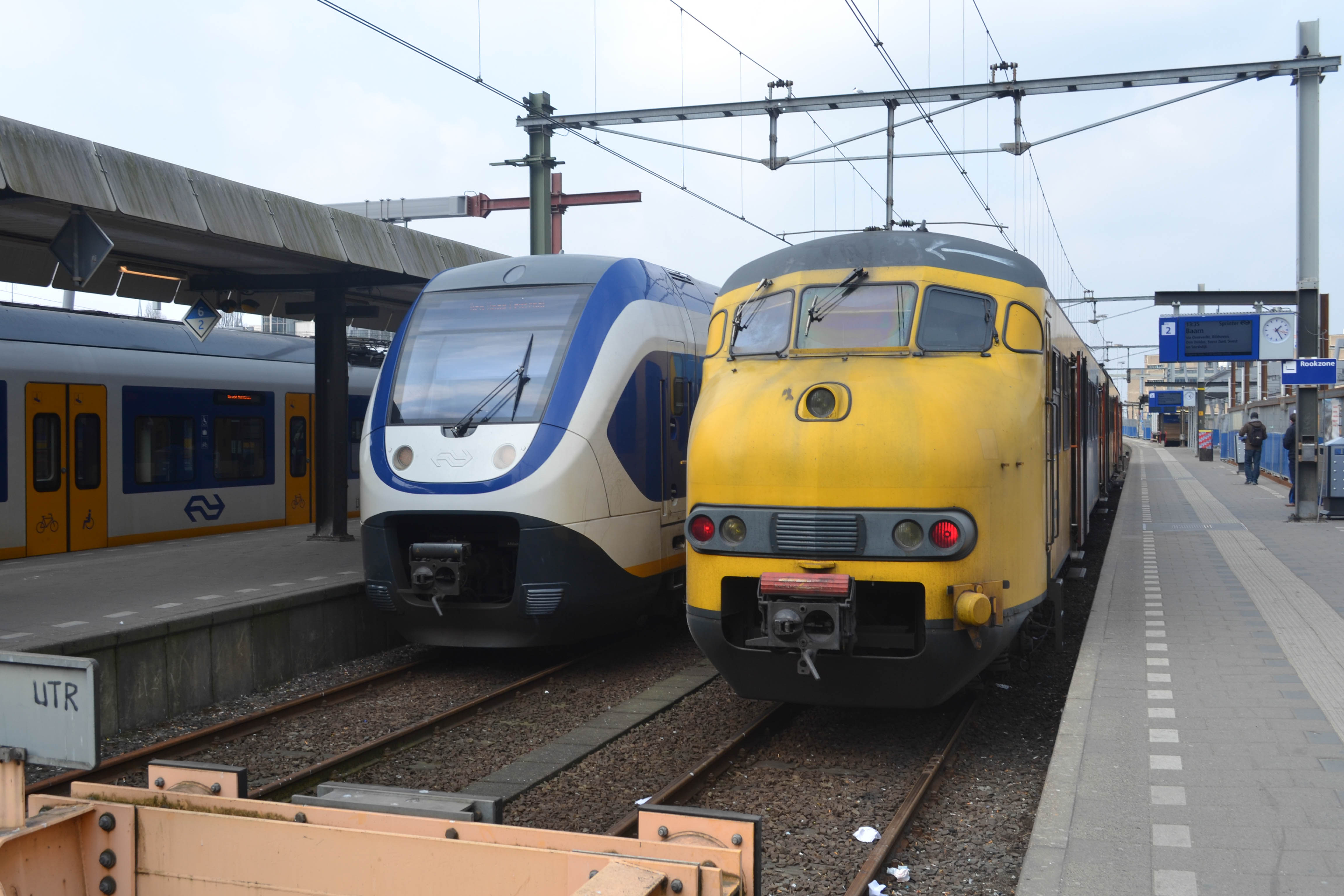
Twee verschillende Nederlandse materieeltypen die worden en werden ingezet als Sprinter of stoptrein

De Nederlandse Spoorwegen (NS) gebruikt de aanduiding Sprinter, en daarmee is dit de meest gebruikte aanduiding voor stoptrein in Nederland. Andere spoorvervoerders in Nederland, die uitsluitend regionale lijnen exploiteren, gebruiken de term stoptrein. Arriva, Breng, Connexxion en Keolis Nederland gebruiken voor haar treinen de term Regionale Sprinter (RS).
Sprinter was oorspronkelijk de naam van een materieeltype dat voor stoptreindiensten werd gebruikt. Uit de naam blijkt dat het materieel snel kan optrekken en op korte afstanden wordt gebruikt. Dit materieel reed onder andere sinds de opening in 1977 op de Zoetermeerlijn en de Zoetermeerders spraken meestal niet van “de Zoetermeerlijn” maar van “de Sprinter”, ook toen er met ander materieel werd gereden. Pas later nam de NS deze naam over voor de aanduiding van de treinsoort. Vanaf het begin van de jaren tachtig werd dit bij NS de naam voor alle treindiensten die werden uitgevoerd door modern stoptreinmaterieel, dat wil zeggen stoptreinmaterieel dat na 1974 is gebouwd. Sinds 2011 gebruikt NS deze benaming voor alle stoptreindiensten, ongeacht het materieeltype dat wordt ingezet.

## België

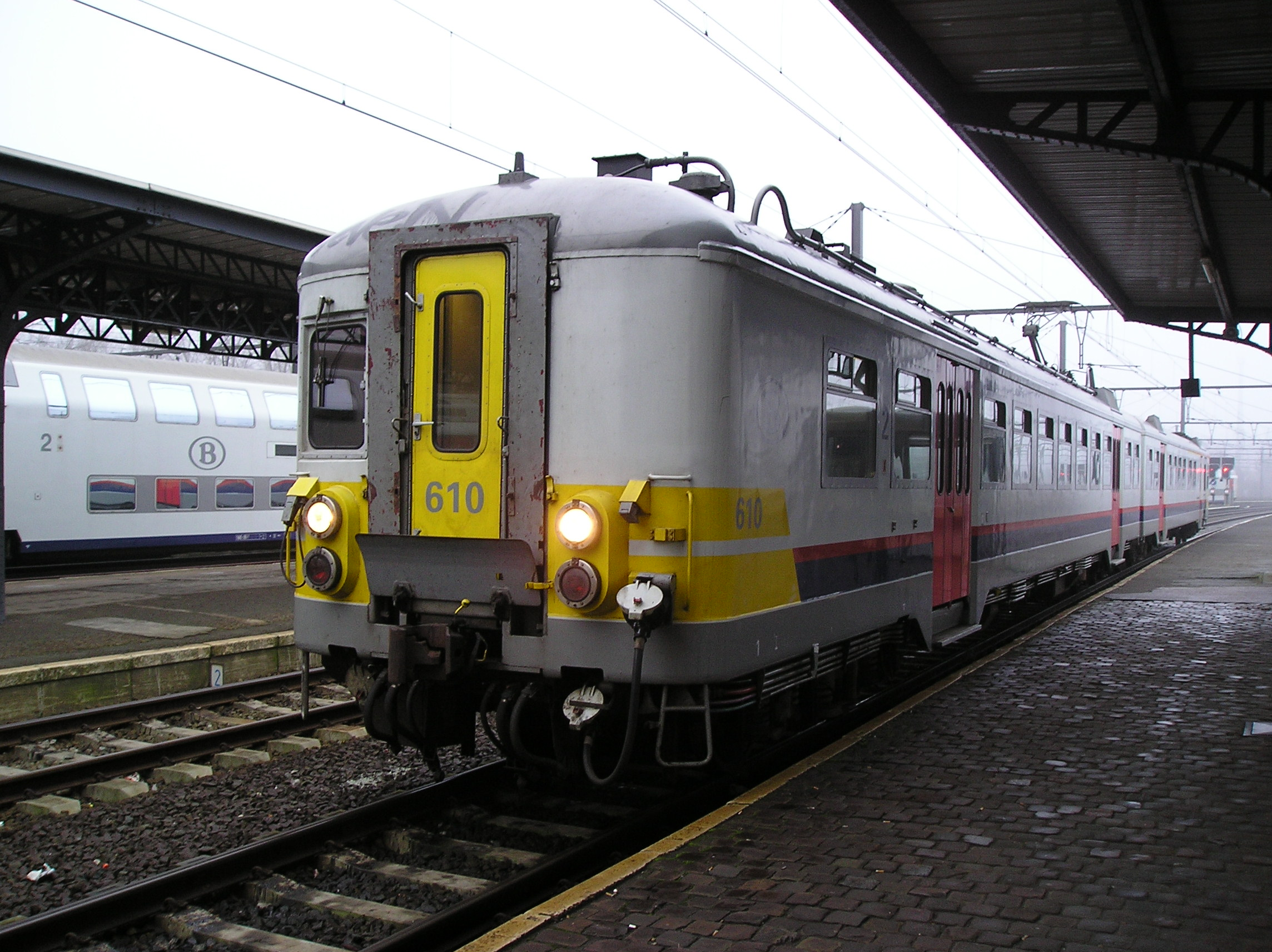
Een Belgisch treinstel dat veel als L-trein wordt ingezet

De Nationale Maatschappij der Belgische Spoorwegen (NMBS) gebruikt tegenwoordig de benaming lokale trein of L-trein voor verbindingen buiten de voorstadslijnen. Op het Gewestelijk ExpresNet (GEN) van Brussel rijden de treinen onder de noemer: S-trein. De S staat voor (voor-)stedelijk, stad, snel of het Franse suburbain. Eerder droeg deze treinsoort de naam CR-trein (CityRail trein). Sinds september 2018 worden ook de L-treinen rond de vier grote steden, Antwerpen, Charleroi, Gent en Luik aangeduid als S-trein.
Tot 1984 werd de benaming omnibus gebruikt. De NMBS heeft voorafgaand aan de dienstregeling van 2012 overwogen om de naam Omnirail te gaan gebruiken in de plaats van IR-, CR- en L-treinen.

## Andere landen
In andere landen is vaak het woord regionaal herkenbaar in benamingen voor stoptreinen. In combinatie met inter of express wordt dan gewoonlijk gedoeld op treindiensten voor wat langere afstanden, maar in Frankrijk wordt Express gebruikt om deze treindienst van de metro te onderscheiden. In Engelstalige landen wordt ook wel het begrip commuter train gebruikt. Letterlijk betekent dit forensentrein.  Ook local train wordt daar wel gebruikt.
| Land        | Benaming | Opmerkingen |
| ----------- | --- | --- |
| Denemarken  | | |
| Duitsland   | Regionalbahn (RB) en Regionalexpress (RE) | |
| Duitsland   | Nahverkehrszug | Tot 1995 |
| Duitsland   | Stadtschnellbahn of Schnellbahn | Niet te verwarren met Stadtbahn, wat een tussenvorm van tram en trein is. In Nederland past bijvoorbeeld de tram in Utrecht in het concept Stadtbahn. Verwarrend is de afkorting S-Bahn voor zowel Stadtbahn als voor (Stadt)schnellbahn wordt gebruikt. |
| Frankrijk   | Geen specifieke treincategorie. Een deel van het Transport express régional (TER) in veel Franse regio's waar de SNCF rijdt. In de regio rond Parijs een deel van de Transilien-verbindingen. | |
| Luxemburg   | Regionalbunn (RB) | |
| Oostenrijk  | Regionalzug (R) | |
| Zwitserland | Regio (R) | |
| Portugal    | Comboios Regionais (R) | |

## Trivia
In de volksmond wordt een stoptrein ook wel een boemeltrein genoemd.

## Verwijzingen
1. ↑  Zie bijvoorbeeld Sprinter SLT. Over NS / Materieel. NS. Gearchiveerd op 18 mei 2017. Geraadpleegd op 29 maart 2017. “De Sprinter is gebouwd om reizigers comfortabel te vervoeren over relatief korte trajecten met een flink aantal stops. In- en uitstappen is makkelijk dankzij zijn vele, brede deuren, vaak gelijkvloerse instap, ruime balkons (...)”
2. ↑  Sprinters reden ook op de Hoekse lijn en de Hofpleinlijn. Dit materieeltype werd ook aangeduid als Stadsgewestelijk Materieel (SGM, later mSGM). Zie bijvoorbeeld Edward Bary, Stadsgewestelijk Materieel (SGM, materieel 1974, Sprinter, Citypendel). Gearchiveerd op 30 april 2017. Geraadpleegd op 29 maart 2017. “De tweedelige Sprinters 2001-2015 werden in 1975 gebouwd. Omdat de treinstellen dienst zouden gaan doen op de Zoetermeer Stadslijn en de geplande stadsspoorweg tussen Utrecht en Nieuwegein, werden toiletten, eerste klasse en een doorloop tussen beide bakken achterwege gelaten.”  en Nico Spilt, Sprinters (SGM, SGMm, SLT, SNG). Langs de rails. Gearchiveerd op 6 juli 2018. Geraadpleegd op 29 maart 2017. “De tweewagenstellen doen voornamelijk dienst op korte trajecten rond Rotterdam en op de Zoetermeerlijn. De driewagenstellen draaien in de hele Randstad onopvallend hun rondjes in de stoptreindienst.”
3. ↑  NMBS: L-treinen rond steden heten voortaan S-treinen, 28 augustus 2018
4. ↑  https://www.tassignon.be/trains/PDF/Rail-Revue%201998-1.pdf
5. ↑  Zie bijvoorbeeld Kees Smilde, Ledendag in Leuven in het teken van de toekomst. TreinTramBus (11 december 2012). Gearchiveerd op 30 maart 2017. Geraadpleegd op 29 maart 2017. “(...) er verdwijnen een aantal categorieën zoals IR, CR en L, die door Omnirail worden vervangen (...)”